# Rønne Plantage
Rønne Plantage är en skog i Danmark. Den ligger i Region Hovedstaden, i den östra delen av landet. Rønne Plantage ligger på ön Bornholm söder om Rønne och norr om Bornholms flygplats.